# 노성 박씨
노성 박씨(魯城朴氏)는 충청남도 논산시 노성면을 본관으로 하는 한국의 성씨이다.
시조는 박연(朴延)이라는 인물로 조선에서 감찰(監察)을 지냈다.

## 참고 자료
- “노성박씨(魯城朴氏)”. 뿌리를 찾아서.[깨진 링크(과거 내용 찾기)]